# Shamar Sands
Shamar Sands, född 30 april 1985, är en friidrottare från Bahamas. Han deltog vid olympiska sommarspelen 2008 och olympiska sommarspelen 2012.